# وهيل رز (كورنوال)
وهيل رز (بالإنجليزية: Wheal Rose)‏ هي قرية تقع في المملكة المتحدة في كورنوال.